# 4892 Крісполлас
4892 Крісполлас (4892 Chrispollas) — астероїд головного поясу, відкритий 11 жовтня 1985 року.
Тіссеранів параметр щодо Юпітера — 3,547.